# 에이비온
에이비온(Abion Inc.)은 대한민국의 동반진단 기반 항암제 기업이다. 본사는 서울특별시 구로구 디지털로242, 915호(구로동, 한화비즈메트로1차)에 위치해 있으며 대표이사는 신영기이다.

## 상장
2021년 9월 8일에 대표주관사를 미래에셋증권, 공동주관사를 한화투자증권과 유진투자증권으로 공모가 17,000원에 코스닥 시장에 상장하였다.

## 논란
인도 소재의 유전체 관련 CRO‧CDO 및 컨설팅 업체 오시멈 바이오솔루션즈(Ocimum Biosolutions)이 에이비온과 젠큐릭스를 상대로 영업비밀 침해 소송이 미국 법원에서 진행 중이다. 원고는 두 회사가 현재 미국에 등록된 특허를 개발하는 과정에서 자사 데이터베이스 라이선스 사용권을 침해했다고 주장하고 있다.

## 참고문헌
1. ↑  김지완, 에이비온, 폐암치료제 '바바메킹'을 뇌종양에 썼더니 암 90% 사라져, 팜데일리, 2024-06-04
2. ↑  한송협, 대신증권 종목분석보고서-에이비온
3. ↑  에이비온, c-MET 표적항암제 'ABN401' 임상 2상 중간 결과 발표, 히트뉴스, 2023년 10월 17일
4. ↑  에이비온, 210억 규모 "CB발행 완료", 바이오스펙테이터, 2023년 4월 14일
5. ↑  에이비온, 70억 규모 'ABN401' 글로벌 임상2상 연구 지원 과제 선정, 팜뉴스, 2023년 10월 10일
6. ↑  김찬혁, 에이비온‧젠큐릭스, 미국서 영업비밀 침해 소송 휘말려 , 청년의사, 2023년 1월 30일